# Trichophysetis nesias
Trichophysetis nesias is een vlinder van de familie van de grasmotten (Crambidae), uit de onderfamilie van de Glaphyriinae. De wetenschappelijke naam van deze soort is voor het eerst voorgesteld als Trieropis nesias door Edward Meyrick in een publicatie uit 1886.
De soort komt voor in Tonga.